# Brynsadler
Brynsadler är en by i Rhondda Cynon Taf i Wales. Byn är belägen 15,8 km 
från Cardiff. Orten har 1 268 invånare (2016).